# Maria Paula Silva
Maria Paula Gonçalves da Silva (ur. 11 marca 1962 w Osvaldo Cruz) – brazylijska koszykarka, mistrzyni świata oraz wicemistrzyni olimpijska, wybrana do Koszykarskiej Galerii Sław FIBA oraz kobiet.
Swoje pierwsze spotkanie w kadrze seniorskiej Brazylii rozegrała w wieku 14 lat. Zajmuje drugie miejsce na liście strzelczyń wszech czasów brazylijskiej kadry z 723 punktami.

## Osiągnięcia
Na podstawie, o ile nie zaznaczono inaczej.
Klubowe
- Mistrzyni:
  - klubowa świata (1993)
  - Panamerykańska (1994, 1995)
  - Brazylii (1986, 1987, 1991, 1995)
  - ligi Paulista (1981, 1984–1986, 1992–1994, 1996)
- Wicemistrzyni:
  - klubowa świata (1991, 1994, 1995)
  - Hiszpanii (1989)

Indywidualne
- Wybrana do: 
  - Galerii Sław Koszykówki FIBA (2013)
  - Żeńskiej Galerii Sław Koszykówki (2006)
- Sportsmenka Roku:
  - COB (1987)
  - Premio Coper (1995)
- Laureatka:
  - olimpijskiego medalu Merita (1987)
  - sportowego medalu Merita CND (1990)

Reprezentacja
- Mistrzyni:
  - świata (1994)
  - igrzysk panamerykańskich (1991)
  - Ameryki (1997)
  - Ameryki Południowej (1978, 1981, 1986, 1989, 1991)
- Wicemistrzyni:
  - olimpijska (1996)
  - igrzysk panamerykańskich (1987)
  - Ameryki (1989, 1993)
  - Ameryki Południowej (1977)
- Brązowa medalistka igrzysk panamerykańskich (1983)
- Uczestniczka:
  - igrzysk olimpijskich (1992 – 7. miejsce, 1996)
  - mistrzostw:
    - świata (1979 – 9. miejsce, 1983 – 5. miejsce, 1986 – 11. miejsce, 1990 – 10. miejsce, 1994 – 1. miejsce, 1998 – 4. miejsce)
    - Ameryki (1989, 1993, 1997)

  - Ameryki Południowej (1977, 1978, 1981, 1986, 1989, 1991)